# Kobayashi Aimi
Aimi Kobayashi (sinh 23 tháng 9 năm 1995) là nghệ sĩ dương cầm cổ điển người Nhật Bản. Cô sinh sống tại Ube, thuộc quận Yamaguchi cho đến tháng 2 năm 2007 và sau đó di chuyển sang Tokyo, cô bắt đầu học piano khi mới 3 tuổi, chơi với dàn nhạc vào năm 7 tuổi, và đã nhận được sự giám hộ từ thầy dạy học piano Yuko Ninomiya lúc tám tuổi.
Kobayashi đã từng được nhận rất nhiều giải thưởng tại nhiều buổi diễn. Cô đã biểu diễn tại Pháp, Brazil, Ba Lan, Nga, Hàn Quốc, Hoa Kỳ và Nhật Bản tại các địa điểm như Salle Cortot (Paris), Svetlanov Hall (Moscow), Suntory Hall (Nhật Bản) và cả ba phòng của Khu phức hợp Carnegie Hall (Thành phố New York). AADGT (Hiệp hội Phát triển Tài năng và Tài năng của Mỹ), một tổ chức phi lợi nhuận ở New York, đã hỗ trợ Kobayashi trong nhiều năm.
Từ năm 2010, Kobayashi đã phát hành CD / DVD đầu tay của mình, Aimi Kobayashi Debut, tiếp theo là một CD khác, Passion, cho EMI Classics Japan. Năm 2011, cô sản xuất bộ phim Sleep do Katsumi Sakaguchi đạo diễn. Công ty quản lý của Kobayashi là To-On Artist Agency Promotion, và hiện tại cô là sinh viên của Học viện âm nhạc Curtis. Danh sách đĩa nhạc của cô bao gồm các bản ghi âm của Frédéric Chopin, Johann Sebastian Bach, Ludwig van Beethoven và Robert Schumann.
Kobayashi đã từng đoạt giải danh dự do Thị trưởng Thành phố Warsawa trao trong Chung kết của Cuộc thi piano quốc tế Frédéric Chopin lần thứ XVII vào năm 2015.

## Tiểu sử
Aimi Kobayashi sinh ngày 23 tháng 9 năm 1995 tại thành phố Ube thuộc tỉnh Yamaguchi, Nhật Bản.

### Họcdương cầm
Từ khi mới 3 tuổi (1998), Kobayashi đã được học dương cầm (piano). Không lâu sau, từ năm 2001 đến năm 2004, cô được nhận giải thưởng là khoảng bốn lần giải nhất tại cuộc thi piano PTNA. Trong đó năm 7 tuổi (2002) là lần đầu tiên cô đã chơi đàn dương cầm với dàn nhạc giao hưởng và nhận được rất nhiều bó hoa và phần thưởng từ khán giả. Năm 2003, cô đã giành được Giải Grand Prix dành cho trẻ em tại Thành phố Tosu City Memorial Hupfer Memorial Piano Concours for Peace. Năm 2004, cô đã từng nhận được giải thưởng National Sonare (Cấp bậc G). Cùng năm đó cô đã giành được Huy chương Vàng tại lớp 1 và lớp 2 tại Cuộc thi piano Quốc tế Chopin lần thứ 5 tại Châu Á. Không lâu sau đó, cô đã được lên sân khấu để ra mắt với dàn nhạc giao hưởng Kyushu để biểu diễn bản nhạc Piano Concerto no. 26 của Mozart "Lễ đăng quang". Và sau đó cô đã bắt đầu nhận được sự giám hộ của giáo viên dương cầm Nhật Bản có uy tín tên là Yuko Ninomiya. 1 năm sau, vào năm 2005, cô được mời tới Salle Cortot và AADGT Passion of Music tại đại sảnh Carnegie để chơi đàn tại đó. Cô đã từng giành được rất nhiều giải thưởng khác như giải Aiko Iguchi, giải Nomura, Tszuki Music Prize, và giải Mainchi Shogakusei Shimbun. Tháng 1 năm 2006, cô đã tùng biểu diễn tại Tòa thị chính Tokyo Opera với dàn nhạc giao hưởng Yomiuri Nippon. Cô được biểu duễn tại AADGT Passion of Music tại đại sảnh Carnegie một lần nữa vào ngày 29 tháng 10. Ngày 24 tháng 12 năm 2006, Kobayashi biểu diễn bản nhạc Piano Concerto số 26 của Mozart ("Lễ đăng quang") với Vladimir Spivakov dẫn đầu dàn nhạc Chamber Orchestra ở Moskva và trong một lần nữa cô biểu diễn Impromptu 1st Chopin tại Svetlanov Hall (Nhà hát âm nhạc quốc tế Moscow) tại Moscow của liên bang Nga. Cô đã từng nhận được giải thưởng Văn hoá Glory của tỉnh Yamaguchi ba lần (ba huy chương). Năm 2007 cô đã theo học với tư cách là sinh viên học bổng tại trường Cao đẳng âm nhạc Toho Gakuen.

## Cuộc thi piano quốc tế Frédéric Chopinlần thứ 17

### Vòng 1 (4/10)
- Tác phẩm:

Nocturne in C sharp minor, Opus 27 No. 1
Etude in C sharp minor, Opus 10 No. 4
Etude in E minor Opus 25 No. 5
Scherzo in C sharp minor, Opus 39
- Kết quả: Được vào vòng 2.

### Vòng 2 (10/10)
- Tác phẩm:

Prelude in C sharp minor Opus 45
Waltz in F major Opus 34 No. 3
Polonaise in A flat major Opus 53
Ballade in G minor Opus 23
Barcarolle in F sharp major Op. 60
- Kết quả: Được vào vòng 3

### Vòng 3 (14/10)
- Tác phẩm:

Rondo in E flat minor Opus 16
Sonata in B flat minor Opus 35
Mazurka in A minor Opus 17 No. 4
Mazurka in A flat major Opus 17 No. 3
Mazurka in E minor Opus 17 No. 2
Scherzo in B minor Opus 20
- Kết quả:

Aimi Kobayashi là một trong 10 thí sinh được lọt vào vòng chung kết trong 452 người tham gia và 40 quốc gia.

### Vòng chung kết (18/10)
- Tác phẩm:

Piano Concerto in E minor Opus 11:
1: Allegro mastetoso
2: Romace: Larghetto
3: Rondo: Vivace
- Giải thưởng: Giải danh dự

## Danh sách giải thưởng
- Giải nhất: Cuộc thi piano PTNA (2001)
- Giải nhất (lần 2): Cuộc thi piano PTNA (2002)
- Giải nhất (lần 3): Cuộc thi piano PTNA (2003)
- Giải Grand Prix dành cho trẻ em tại Thành phố Tosu City Memorial Hupfer Memorial Piano Concours for Peace (2003)
- Giải nhất (lần 4): Cuộc thi piano PTNA (2004)
- Giải thưởng National Sonare (Cấp bậc G) (2004)
- Giải thưởng huy chương vàng của lần 1 và lần 2 tại Cuộc thi piano Quốc tế Chopin lần thứ 5 tại Châu Á (2004)
- Giải nhất trong bộ phận tại trường tiểu học của Liên hoan Âm nhạc Sinh viên Nhật Bản khi cô học lớp bốn (2005)
- Giải Aiko Iguchi, giải Nomura, Tszuki Music Prize, và giải Mainchi Shogakusei Shimbun (2005)
- "Giải thưởng Văn hóa Glory" của tỉnh Yamaguchi ba lần (ba huy chương) (2006)
- Giải thưởng 10.000 đô la tại Cuộc thi học bổng Yasuko Fukuda lần thứ 5 tại Tokyo để biểu diễn piano Sonata no của Beethoven. 23 "Appassionata", Piano Sonata No. 2 "Funeral March" của Chopin, và Piano Sonata số 3 op28 của Prokofiev.
- Giải huy chương đồng tại cuộc thi piano quốc tế Gina Bachauer.

## Các loại đĩa nhạc

### Ra mắt lần đầu
Gói DVD / CD được phát hành vào tháng 2 năm 2010 cho EMI Classics / EMI Music Japan

#### Đĩa CD
Ghi âm từ ngày 16 tháng 6 đến 18 tháng 6 năm 2008 tại đại sảnh Merkin, New York, Hoa Kỳ.
- Johann Sebastian Bach:  Sinfonia from Partita no. 2 in C Minor BWV 826
- Ludwig van Beethoven: Piano Sonata no. 21 "Waldstein" op53
- Frederic Chopin: Scherzo no. 1 in B Minor op 20
- Frederic Chopin: Scherzo no. 2 in Bb Minor op 31
- Frederic Chopin: Nocturne no. 20 in C# Minor op posth

#### Đĩa DVD
Ghi âm trực tiếp vào ngày 14 tháng 12 năm 2009 tại buổi hòa nhạc đầu tay của Kobayashi tại đại sảnh Suntory ở Tokyo, Nhật Bản.
- Frederic Chopin: Etude in C# Minor op10no4 "Torrent"
- Frederic Chopin: Mazurka in C# Minor op63no3
- Frederic Chopin: Scherzo no. 1 in B Minor op20

### Niềm đam mê
Đĩa CD được phát hành vào tháng 3 năm 2011 cho EMI Classics / EMI Music Japan và thu âm từ ngày 6 tháng 12 đến ngày 9 tháng 12 năm 2010 tại Trung tâm Biểu diễn Nghệ thuật Mihara "Popolo" ở Hiroshima, Nhật Bản.
- Ludwig van Beethoven: Piano Sonata no. 8 "Pathetique" op13
- Ludwig van Beethoven: Piano Sonata no. 23 "Appassionata" op57
- Robert Schumann: Kinderszenen op15

### Album của cuộc thi Chopin lần 12 tại châu Á
Ba bộ đĩa CD (màn trình diễn của Kobayashi nằm trên đĩa CD thứ ba) được phát hành vào tháng 7 năm 2011. Được ghi âm tại đại sảnh Yuri tại Đại học âm nhạc Showa tại thành phố Kawasaki, tỉnh Kanagawa vào ngày 29 tháng 1 năm 2011.
- Frederic Chopin: Piano Concerto no. 2 in F minor op. 21